# Заміщення (мінералогія)
Заміщення — фізико-хімічний процес у мінералогії, заміщення окремих атомів та йонів у мінералах незалежно від кристалохімічних співвідношень, при якому на місці одного мінералу чи агрегату утворюється інший мінерал чи агрегат з іншим хімічним складом.
У мінералогії заміщення — це заміна одного хімічного елемента в кристалічній структурі іншим. Хімічна реакція, що лежить в основі, називається реакцією заміщення або обміну.
Розрізняють залежно від кількості положень решітки кристала, на які впливає обмін
- просте заміщення, яке також називається діадохією, і
- поєднане заміщення.

## Приклади
- Ca2+
Mg2+
 → Na+
Al3+
 Діопсид (MgCaSi2O6) → Жадеїт (NaAlSi2O6 or Na(Al,Fe3+
)Si
2O
6)[1]

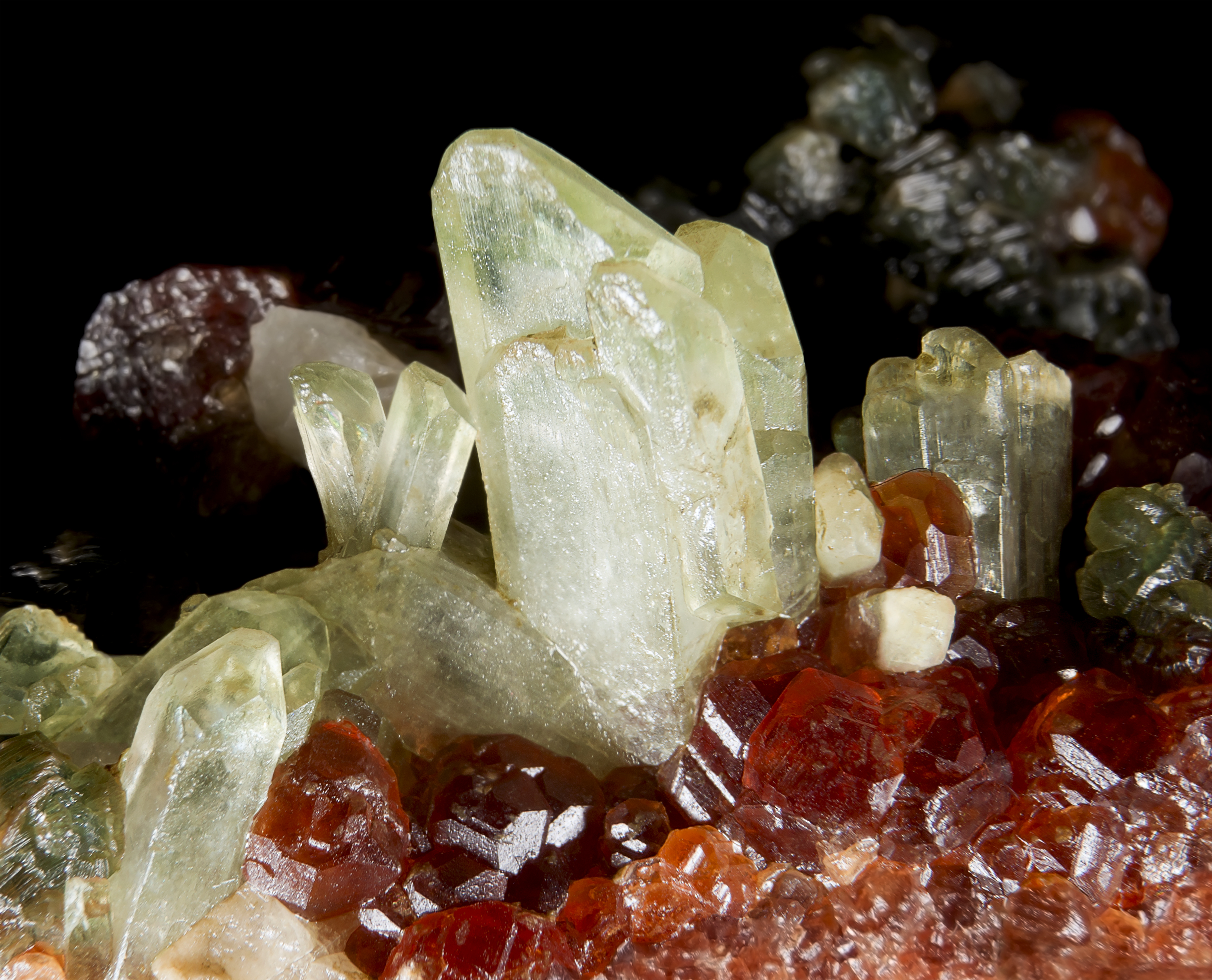
Діопсид може бути перетворений на...
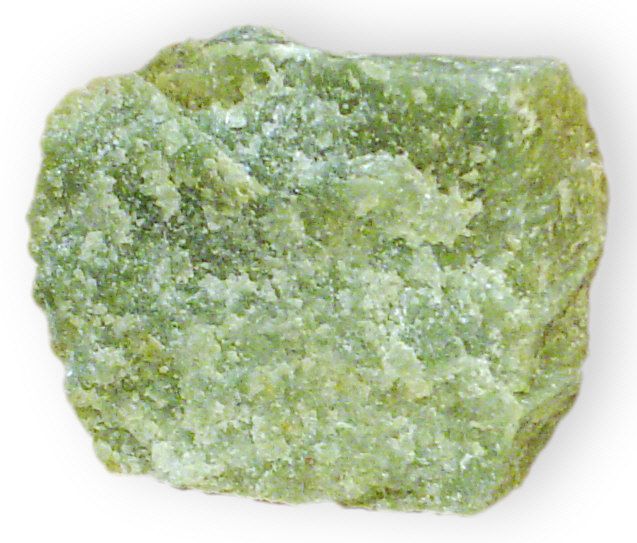
...жадеїт, шляхом поєднаного заміщення